# Olivier Dacourt
Olivier Dacourt (* 25. September 1974 in Montreuil) ist ein ehemaliger französischer Fußballspieler.

## Karriere
Dacourt begann seine Profilaufbahn 1992 bei Racing Straßburg. In der Saison 1997/98 wechselte der Mittelfeldspieler in die englische Premier League zum FC Everton, konnte jedoch nicht Fuß fassen und ging 1999 zurück nach Frankreich zum RC Lens. Im Jahr 2000 folgte der zweite Versuch in der Premier League bei Leeds United. In Leeds entwickelte er sich zu einem der besten Mittelfeldspieler der englischen Liga. In seiner Zeit bei Leeds avancierte er zum französischen Nationalspieler, konnte sich allerdings nicht beim Kampf um einen Platz im Kader zur Fußball-Weltmeisterschaft 2002 durchsetzen. Erst seit seinem Wechsel 2003 zum italienischen Verein AS Rom gehörte er zum Stamm der französischen Nationalmannschaft und spielte bei der Fußball-Europameisterschaft 2004 in Portugal sein erstes großes Turnier. Im Jahr 2006 wechselte er zum Ligakonkurrenten Inter Mailand und gewann dreimal die italienische Meisterschaft.
Die Mailänder verliehen ihn im Februar 2009 bis zum Saisonende in die Premier League zum FC Fulham. Zum Ende der Saison 2009/10 wurde sein Vertrag in Mailand nicht verlängert und Dacourt fand im September 2009 einen neuen Arbeitgeber. Er unterschrieb einen Vertrag über ein Jahr beim belgischen Meister Standard Lüttich. Am 8. Februar 2010 vereinbarten Spieler und Verein den Aufhebungsvertrag, nachdem der Spieler in der Saison nur neunmal, davon dreimal in der Anfangself, eingesetzt worden war.
Nach dem Ende seiner Spielerzeit arbeitete Dacourt von 2011 bis 2016 für den Fernsehsender Eurosport als Fußballexperte, 2016 wechselte er zu Canal+. Für viel Aufsehen sorgte sein Dokumentarfilm „Ma Part d'Ombre“, in dem er mit Fußballern wie Franck Ribéry und Zlatan Ibrahimovic unter anderem über schwierige Augenblicke ihrer Karriere und ihr Bild in der Öffentlichkeit sprach. Nach der Ausstrahlung seines Films „Je ne suis pas un singe“, in dem er Rassismus im Fußball thematisierte, erhielt Dacourt Drohanrufe.

## Persönliches
Dacourts Sohn Tewin (* 25. April 1997) steht seit Herbst 2014 im Kader der Profis von Racing Straßburg.

## Erfolge/Titel
Als Nationalspieler 
- Konföderationen-Pokal: 2001

 Mit seinen Vereinen 
- UEFA Intertoto Cup: 1995
- Coupe de la Ligue: 1997
- Italienischer Supercupsieger: 2006, 2008
- Italienische Meisterschaft: 2006/07, 2007/08, 2008/09